# شوراب (شیراز)
شوراب، روستایی در دهستان دارنگون بخش سیاخ دارنگون شهرستان شیراز در استان فارس ایران است.

## جمعیت
بر پایه سرشماری عمومی نفوس و مسکن در سال ۱۳۹۵، جمعیت این روستا برابر با ۳۳۰ نفر (۹۱ خانوار) بوده است.